# Billboard JAPAN
Billboard JAPAN（ビルボード・ジャパン）は、アメリカ合衆国の音楽チャート『ビルボード』の日本版。
『ビルボード』の刊行会社より独占ライセンスを得て阪急阪神東宝グループの株式会社阪神コンテンツリンク（阪神電気鉄道の子会社）により運営されている。
Hot 100（楽曲総合チャート）やHot Albums（アルバム総合チャート）、Artist100（アーティスト人気チャート）といった代表的なものからアニメソングやボーカロイド、UGC（ユーザー生成コンテンツ）などの専門的なものまで、各種音楽チャートを毎週発表している（後節参照）。
各チャートは毎週水曜日に発表される（Billboard.com（アメリカ版）では毎週木曜日に更新）。アルバム総合チャートおよび日本国外における日本楽曲のチャートは毎週木曜日に発表される。

## 歴史
2006年、アメリカの週刊音楽雑誌『ビルボード』の刊行会社と阪神コンテンツリンクが、日本におけるライセンス契約を締結。
2007年夏、ライブハウス「Billboard Live」（ビルボードライブ）が東京・大阪・福岡でオープンした（「阪神コンテンツリンク#ビルボード」も参照）。同時にウェブサイト「Billboard-japan.com」を開設した。
また、阪神コンテンツリンクはアメリカのビルボードチャートを日本向けに販売するビジネスも展開していた。しかし、日本の音楽業界においてアメリカのチャートのニーズは低く、売上は不振となり、日本版チャートを立ち上げる方向になる。
2008年2月28日からは日本版チャートの公開を開始した。なお、アメリカ国外でビルボードの名を冠したチャートを発表する国はカナダ（2007年6月7日開始）に続いて世界で2ヶ国目となった。
2009年8月、福岡の音楽興行マーケットの縮小などを理由にライブハウス「ビルボードライブ福岡」が閉店。
2010年代からは、ライブコンサート「ビルボードクラシックス」の全国展開も行っている。
2018年3月、カフェ「ビルボードカフェ&ダイニング」が東京ミッドタウン日比谷に開店したが、2020年8月2日に閉店した。
2019年11月より、チャートの内容や音楽に関するニュースを解説するポッドキャストの配信が開始された。
2020年7月、ライブハウス「Billboard Live」（ビルボードライブ）が横浜にオープン。
2021年9月より、チャートデータにビデオリサーチの視聴率データとエム・データのTVメタデータを紐づけた新サービス『CHART insight Plus』を提供開始。
2023年9月より、日本市場を除くグローバルチャート「Global Japan Songs Excl. Japan 」と世界各国の日本楽曲の人気チャート「Japan Songs（国名）」の発表を開始した。

## チャート

### 楽曲・シングル
| チャート                       | 集計                                                                          | 順位 | 備考 |
| ------------------------------ | ----------------------------------------------------------------------------- | ---- | --- |
| Hot 100                        | CDセールス エアプレイ ストリーミング デジタル・ダウンロード 動画再生 カラオケ | 100  | - 楽曲総合チャート。2008年2月28日から新設。 - 複数の指標データを基に人気の上位100曲の順位を決定。 |
| Hot Overseas                   | CDセールス エアプレイ ストリーミング デジタル・ダウンロード 動画再生 カラオケ | 20   | - 洋楽総合チャート。2013年12月9日付から新設。 - Hot 100から当該ジャンルの楽曲を抽出。 |
| Hot Animation                  | CDセールス エアプレイ ストリーミング デジタル・ダウンロード 動画再生 カラオケ | 20   | - アニメソング・アニメ声優の楽曲の総合チャート。2010年12月6日付から新設。 - Hot 100から当該ジャンルの楽曲を抽出。 |
| Streaming Songs                | ストリーミング                                                                | 100  | - 2017年10月9日付から新設。 - 日本国内主要オンデマンド型聴き放題サービスでの再生回数、プレイリスト型ストリーミングサービスの再生回数を集計。 - 集計対象はAmazon Music(Unlimited,Prime Music)、Apple Music、AWA、KKBOX、LINE MUSIC、Rakuten Music、TOWER RECORDS MUSIC、Spotify、 dヒッツ、auスマートパスプレミアムミュージック、YouTube Music - Hot 100を構成する6指標のひとつ。 |
| Download Songs                 | デジタル・ダウンロード                                                        | 100  | - 2017年10月9日付から新設。 - 日本国内主要ダウンロードサービスでの販売実績を集計。 - 集計対象はiTunes、amazon、mora、mu-mo、レコチョク - Hot 100を構成する6指標のひとつ。 |
| Top Singles Sales              | CDセールス                                                                    | 100  | - CDシングルセールスチャート。 - サウンドスキャンジャパン調べのCD売上枚数が用いられる。 - Hot 100を構成する6指標のひとつ。 |
| Top User Generated Songs       | 動画再生                                                                      | 20   | - ネット上のバズを可視化したチャート。2020年12月7日付から新設。 - YouTubeの再生数のうち、「歌ってみた」・「踊ってみた」動画などUGC（User Generated Contents：ユーザー生成コンテンツ）のみの再生数を集計 |
| Heatseekers Songs              | エアプレイ デジタル・ダウンロード ストリーミング 動画再生                     | 20   | - 新人チャート。2020年12月7日付から新設。 - Hot 100からラジオ、ダウンロード、ストリーミング、週間動画再生数を集計。 - 楽曲がHot 100の20位以内にランクインしたアーティストは、次週以降チャートの対象外となる。 - 2021年6月7日付より、直近6か月（26週）中4か月相当（17週）以上20位以内にチャートインしたアーティストは除外する新ルールが導入された。                               |
| Hot Shot Songs                 | ダウンロード ストリーミング 動画再生                                          | 20   | - 「Hot 100」チャートの指標の中からダウンロード、ストリーミング、動画再生の3指標の合計ポイントの増加率を集計した急上昇楽曲チャート。 - 2024年12月4日に新設された。 |
| ニコニコ VOCALOID SONGS TOP20  | ニコニコ動画                                                                  | 20   | - ニコニコ動画上におけるVOCALOID楽曲人気チャート。2022年12月7日発表分から新設。 - 動画再生数や作成数、コメント数、いいね数などのデータを基に上位20位までのランキングを生成 |
| Global Japan Songs Excl. Japan | ストリーミング 動画再生 デジタル・ダウンロード                                | 20   | - 世界（国外）における日本の楽曲総合チャート。2023年9月14日発表分から新設。 - Global 200のチャートデータから日本市場を外し、日本の楽曲を抽出。 |
| Japan Songs（国名）            | ストリーミング 動画再生 デジタル・ダウンロード                                | 20   | - 各国における日本の楽曲チャート。2023年9月14日発表分から新設。 - 韓国・台湾・タイ・シンガポール・インド・ドイツ・フランス・イギリス・南アフリカ・米国・ブラジルでの順位を毎週発表。 |

### アルバム
| チャート         | 集計                                             | 順位 | 備考 |
| ---------------- | ------------------------------------------------ | ---- | --- |
| Hot Albums       | CDセールス デジタル・ダウンロード ストリーミング | 100  | - アルバム総合チャート。2015年6月8日付から新設。 - 2022年度まではルックアップの回数も集計対象となっていた。 - 2024年12月26日付より主要ストリーミングサービスでの再生回数も対象とする。       |
| Top Albums Sales | CDセールス                                       | 100  | - CDアルバムセールスチャート。 - サウンドスキャンジャパン調べのCD売上枚数が用いられる。 - Hot Albumsを構成する3指標のひとつ。                                                                |
| Download Albums  | デジタル・ダウンロード                           | 100  | - 2017年10月9日付から新設。 - 日本国内主要ダウンロードサービスでのアルバム単位での販売実績を集計。 - 集計対象はiTunes、amazon、mora、mu-mo、レコチョク - Hot Albumsを構成する3指標のひとつ。 |

### アーティスト
| チャート          | 順位 | 集計                                                                             |
| ----------------- | ---- | -------------------------------------------------------------------------------- |
| Artist 100        | 100  | - アーティストチャート。 - Hot 100とHot Albumsのポイントを合算、アーティスト単位 |
| Hot 100 Composers | 100  | - 作曲家チャート。 - Hot 100でポイントを獲得した作曲家                           |
| Hot 100 Lyricists | 100  | - 作詞家チャート。 - Hot 100でポイントを獲得した作詞家                           |

### 過去に公表されていたチャート
| チャート                           | 集計                                    | 順位 | 備考 |
| ---------------------------------- | --------------------------------------- | ---- | --- |
| Digital and Airplay Overseas       | デジタル・ダウンロード エアプレイ       | 20   | - iTunes Store Japanでの売上件数とエアプレイを基にした洋楽チャート。 - 2010年12月6日付から2013年11月25日付まで発表。現在はHot Overseasに移行。                                                                              |
| Top Overseas Soundtrack Albums     | CDセールス                              | 20   | - 洋楽サウンドトラックアルバムチャート。 - 2008年8月25日付から2015年6月1日付まで公表。 |
| Top Independent Albums and Singles | CDセールス                              | 100  | - インディーズアルバム・シングルチャート。 - 2008年8月25日付から2015年6月1日付まで公表。 |
| Adult Comtenporary Airplay         | エアプレイ                              | 100  | - アダルトコンテンポラリーチャート（聴取対象が35歳以上のラジオ番組での再生回数を元に算出）。 - 2008年9月1日付から2015年6月1日付まで公表。                                                                                   |
| Radio Songs                        | エアプレイ                              | 100  | - ラジオ・エアプレイ総合チャート（2015年6月8日付でHot Top Airplayより改称）。 - Hot 100を構成する6指標のひとつ。 - 2009年8月3日付から2017年10月2日付まで公表。                                                              |
| Top Jazz Albums                    | CDセールス                              | 20   | - ジャズCDアルバムチャート。 - 2009年8月3日付から2017年10月2日付まで公表。 |
| Top Classical Albums               | CDセールス                              | 20   | - クラシック音楽CDアルバムチャート。 - 2009年8月3日付から2017年10月2日付まで公表。 |
| TikTok HOT SONG Weekly Ranking     | TikTok                                  | 20   | - 楽曲の日本国内におけるTikTok上の再生回数や影響力などを総合的に判断して生成。 - 2019年12月11日付から2021年12月3日付まで公表後、「TikTok Weekly Top20」に移行。                                                             |
| Hot Buzz Song                      | デジタル・ダウンロード 動画再生 Twitter | 10   | - 2016年6月27日付から新設。 - インターネット上で話題になっている楽曲をチャートに反映する。 - Twitter指標の集計が終了した2023年度以降は発表されていない。                                                                    |
| TikTok Weekly Top20                | TikTok                                  | 20   | - TikTok上における楽曲人気チャート。2021年12月13日付から新設され、2024年11月27日をもって終了。 - 動画において楽曲がどのように使われ、視聴されているのかを数値化したデータをTikTokから受領し、それに独自の係数を乗じて生成。 |

## ビルボード・ジャパン・ミュージック・アワード
ビルボード・ジャパン・ミュージック・アワード（Billboard JAPAN MUSIC AWARDS）は、ビルボード・ミュージック・アワードの日本版として2009年度より開始された音楽賞である。
その年度のビルボードジャパン1年間のチャートを元に、各チャートの年間1位に贈られる「チャート部門」、各チャートから1度でも1位を取ったアーティストをノミネート対象とし、インターネット及び携帯サイトでの一般投票で決められる「アーティスト部門」とその中の最多得票を獲得したアーティストに贈られる「アーティスト・オブ・ザ・イヤー」等で構成される。

## NEXT FIRE
『NEXT FIRE』は、Billboard JAPANが動画プラットフォームのTikTokと共同で2020年10月から開始した音楽番組。新たに公開が始まった新人アーティストチャート「Heatseekers Songs」をもとに、TikTok LIVEを用いたアーティストによるライブの生配信や、収録インタビューを配信する。